# Максимова (Курганская область)
Максимова — деревня в Шадринском районе Курганской области Российской Федерации. Входит в состав Краснозвездинского сельсовета.

## География
Деревня расположена  берегу реки Барнева.
В деревне находиться заброшенная церковь Космы и Дамиана (вероятный год постройки 1911)

## История
До 1917 года в составе Белоярской волости Шадринского уезда Пермской губернии. По данным на 1926 год село Максимово состояло из 296 хозяйств. В административном отношении являлось центром Максимовского сельсовета Батуринского района Шадринского округа Уральской области.

## Население
| 1989 | 2002 | 2010 |
| ---- | ---- | ---- |
| 75   | ↘58  | ↗66  |

По данным переписи 1926 года в селе проживало 1285 человек (609 мужчин и 676 женщин), в том числе: русские составляли 100 % населения.